# Đala
Đala (cyr. Ђала) – wieś w Serbii, w Wojwodinie, w okręgu północnobanackim, w gminie Novi Kneževac. W 2011 roku liczyła 796 mieszkańców.